# My Contracted Husband, Mr. Oh
My Contracted Husband, Mr. Oh (hangul: 데릴남편 오작두; rr: Derilnampyeon Ojakdu; lit. My Husband Oh Jak-doo) é uma série de televisão sul-coreana de 2018 estrelada por Kim Kang-woo, Uee, Jung Sang-hoon e Han Sun-hwa. Foi exibida todos os sábados a partir de 3 de março de 2018 na MBC TV contendo 2 episódios por dia.

## Enredo
Han Seung-Joo (Uee) é uma mulher solteira de 30 e poucos anos, que trabalha na indústria do entretenimento como produtora (profissão chamada de PD na Coreia do Sul). Ela se sai bem em seu trabalho, mas tem dificuldade em lidar com os preconceitos sociais que envolvem mulheres solteiras. Após enfrentar uma situação dolorosa que lhe causa crises de pânico, ela decide obter a posição de uma "mulher casada" propondo casamento a Oh Jak-doo (Kim Kang-woo), um homem do tipo rústico e que reside em uma montanha.    

## Elenco

### Principal
- Kim Kang-woo como Oh Jak-doo/Oh-Hyuk

Um homem recluso, que fabrica o instrumento gayageum, assim como o falecido avô, mas que prefere não obter popularidade com isso.
- Uee como Han Seung-joo.

Uma produtora freelancer, que acredita que tendo um marido, irá resolver sua experiência traumática.
- Jung Sang-hoon como Eric Cho/Cho Bong-Sik[7]

De família rica, ele faz de tudo para contactar Oh Jak-doo e se apaixona por Han Seung-joo.
- Han Sun-hwa como Jang Eun-jo[8]

Profissional da música que toca gayageum e primeiro amor de Oh Jak-doo.

### De apoio
- Han Sang-jin como Bang Yong-min
- Park Jung-soo como Park Jung-ok
- Seol Jung-hwan como Han Seung-tae[9]
- Park Min-ji como Kwon Se-mi
- Jung Chan como Hong In-pyo
- Jung Soo-young como Park Kyung-sook
- Kim Bo-mi como Bang Jung-mi
- Oh Mi-yeon como Kim Gan-nan
- Park Hye-jin como Na Joong-rye
- Bang Eun-hee como Bae Yi-bi
- Choi Sung-jae como Oh Byung-chul
- Seo Woo-jin como (Supporting)

## Recepção
Na tabela abaixo, os números azuis representam as audiências mais baixas e os números vermelhos representam as audiências mais elevadas.
| Episódio | Data de transmissão | Audiência média | Audiência média | Audiência média | Audiência média |
| Episódio | Data de transmissão | TNmS            | TNmS            | AGB Nielsen     | AGB Nielsen     |
| Episódio | Data de transmissão | Em todo o país  | Seul            | Em todo o país  | Seul            |
| -------- | ------------------- | --------------- | --------------- | --------------- | --------------- |
| 1        | 3 de março de 2018  | 9.1%            | 9.0%            | 7.9%            | 7.8%            |
| 2        | 3 de março de 2018  | 11.4%           | 10.9%           | 10.4%           | 10.0%           |
| 3        | 10 de março de 2018 | 9.6%            | 9.2%            | 9.0%            | 9.3%            |
| 4        | 10 de março de 2018 | 13.3%           | 12.9%           | 13.0%           | 13.4%           |
| 5        | 17 de março de 2018 | 9.1%            | 8.7%            | 9.4%            | 9.8%            |
| 6        | 17 de março de 2018 | 12.4%           | 11.8%           | 12.4%           | 12.9%           |
| 7        | 24 de março de 2018 | 9.7%            | 9.6%            | 9.2%            | 9.2%            |
| 8        | 24 de março de 2018 | 13.4%           | 12.8%           | 12.9%           | 13.4%           |
| 9        | 31 de março de 2018 | 8.2%            | 8.1%            | 8.4%            | 8.5%            |
| 10       | 31 de março de 2018 | 11.5%           | 11.2%           | 11.7%           | 11.4%           |
| 11       | 7 de abril de 2018  | 10.0%           | 9.3%            | 9.5%            | 12.7%           |
| 12       | 7 de abril de 2018  | 13.5%           | 12.9%           | 10.2%           | 13.3%           |
| 13       | 14 de abril de 2018 | 9.2%            | 9.1%            | 9.3%            | 9.3%            |
| 14       | 14 de abril de 2018 | 12.7%           | 9.6%            | 12.2%           | 12.3%           |
| 15       | 21 de abril de 2018 | 9.1%            | 9.4%            | 9.7%            | 10.0%           |
| 16       | 21 de abril de 2018 | 11.4%           | 12.0%           | 12.7%           | 12.9%           |
| 17       | 28 de abril de 2018 | 8.3%            | 8.2%            | 7.9%            | 8.0%            |
| 18       | 28 de abril de 2018 | 11.6%           | 11.4%           | 11.6%           | 11.8%           |
| 19       | 5 de maio de 2018   | 8.3%            | 8.2%            | 7.4%            | 7.4%            |
| 20       | 5 de maio de 2018   | 11.2%           | 10.6%           | 11.2%           | 11.7%           |
| 21       | 12 de maio de 2018  | 9.1%            | 8.5%            | 9.1%            | 9.6%            |
| 22       | 12 de maio de 2018  | 11.6%           | 10.7%           | 13.1%           | 14.0%           |
| 23       | 19 de maio de 2018  | 8.3%            | -               | 7.7%            | 8.0%            |
| 24       | 19 de maio de 2018  | 13.4%           | -               | 11.7%           | 11.9%           |
| Média    | Média               | 10.7%           | -               | 10.4%           | 10.7%           |

## Prêmios e indicações
| Ano  | Prêmio             | Categoria                                                                 | Beneficiário                  | Resultado | Ref.          |
| ---- | ------------------ | ------------------------------------------------------------------------- | ----------------------------- | --------- | ------------- |
| 2018 | Korea Drama Awards | Prêmio de Excelência, Atriz                                               | Uee                           | Indicado  | [ 12 ] [ 13 ] |
| 2018 | Korea Drama Awards | Prêmio de Personagem Popular – Masculino                                  | Jung Sang-hoon                | Venceu    | [ 12 ] [ 13 ] |
| 2018 | APAN Star Awards   | Prêmio de Excelência, Ator em Drama em Série                              | Kim Kang-woo                  | Indicado  | [ 14 ]        |
| 2018 | APAN Star Awards   | Prêmio de Excelência, Atriz em Drama em Série                             | Uee                           | Indicado  | [ 14 ]        |
| 2018 | MBC Drama Awards   | Drama do Ano                                                              | My Contracted Husband, Mr. Oh | Indicado  | [ 15 ]        |
| 2018 | MBC Drama Awards   | Prêmio de Excelência Superior, Ator em Drama de Fim de Semana             | Kim Kang-woo                  | Venceu    | [ 15 ]        |
| 2018 | MBC Drama Awards   | Prêmio de Excelência Superior, Atriz em Projeto Especial de Fim de Semana | Uee                           | Indicado  | [ 15 ]        |
| 2018 | MBC Drama Awards   | Prêmio de Excelência, Ator em Drama de Fim de Semana                      | Jung Sang-hoon                | Venceu    | [ 15 ]        |
| 2018 | MBC Drama Awards   | Prêmio de Excelência, Atriz em Projeto Especial de Fim de Semana          | Han Sun-hwa                   | Indicado  | [ 15 ]        |
| 2018 | MBC Drama Awards   | Prêmio de Paródia Orgânica                                                | Kim Kang-woo e Uee            | Venceu    | [ 15 ]        |